# Indiana University a Bloomington
L'Indiana University a Bloomington (Indiana University Bloomington) è una delle più grandi e antiche università pubbliche degli Stati Uniti. Fondata nel 1820 nella città di Bloomington, nello stato dell'Indiana, è il campus principale del sistema dell'Università dell'Indiana. L'università offre numerosi programmi accademici attraverso facoltà rinomate, tra cui la Facoltà di Arti e Scienze, la Scuola di Business Kelley, la Facoltà di Giurisprudenza, e la Scuola di Musica Jacobs.